# Rabdophaga occidentalis
Rabdophaga occidentalis är en tvåvingeart som först beskrevs av Ephraim Porter Felt 1926.  Rabdophaga occidentalis ingår i släktet Rabdophaga och familjen gallmyggor.
Artens utbredningsområde är Kalifornien. Inga underarter finns listade i Catalogue of Life.